# Маравилья-Тенехапа (муниципалитет)
Маравилья-Тенехапа (исп. Maravilla Tenejapa) — муниципалитет в Мексике, штат Чьяпас, с административным центром в одноимённом посёлке. Численность населения, по данным переписи 2020 года, составила 14 714 человек.

## Общие сведения
Название Маравилья-Тенехапа составное: Maravilla с испанского языка можно перевести как — чудо, чудеса, а Tenejapa с языка науатль можно перевести как — известковая река.
Площадь муниципалитета равна 542,9 км², что составляет 0,7 % от площади штата, а наиболее высоко расположенное поселение Ла-Каньяда, находится на высоте 519 метров.
Он граничит с другими муниципалитетами Чьяпаса: на севере и востоке с Окосинго, на севере и западе с Лас-Маргаритасом, а на юге проходит государственная граница с республикой Гватемала.

## Учреждение и состав
Муниципалитет был образован 28 июля 1999 год, по данным 2020 года в его состав входит 33 населённых пункта, самые крупные из которых:
| Код INEGI                  | Населённый пункт                                                                                      | Численность населения (2005 год) | Численность населения (2010 год) | Численность населения (2020 год) |
| -------------------------- | --- | -------------------------------- | -------------------------------- | -------------------------------- |
| 115                        | Всего                                                                                                 | 10906                            | 11451                            | 14714                            |
| 0001                       | Маравилья-Тенехапа (исп. Maravilla Tenejapa) 16°08′25″ с. ш. 91°17′42″ з. д. (административный центр) | 850                              | 1477                             | 2705                             |
| 0043                       | Санто-Доминго-де-лас-Пальмас (исп. Santo Domingo de las Palmas) 16°08′12″ с. ш. 91°19′19″ з. д.       | 1074                             | 1248                             | 1651                             |
| 0050                       | Нуэва-Сабанилья (исп. Nueva Sabanilla) 16°15′53″ с. ш. 91°13′24″ з. д.                                | 549                              | 700                              | 1093                             |
| 0026                       | Нуэво-Родульфо-Фигероа (исп. Nuevo Rodulfo Figueroa) 16°13′19″ с. ш. 91°15′45″ з. д.                  | 448                              | 547                              | 622                              |
| 0012                       | Гуадалупе-Мирамар (исп. Guadalupe Miramar) 16°09′24″ с. ш. 91°16′44″ з. д.                            | 445                              | 535                              | 610                              |
| 0034                       | План-де-Рио-Асуль (исп. Plan de Río Azul) 16°16′24″ с. ш. 91°17′51″ з. д.                             | 305                              | 440                              | 589                              |
| 0016                       | Лома-Бонита (исп. Loma Bonita) 16°11′53″ с. ш. 91°18′42″ з. д.                                        | 339                              | 462                              | 517                              |
| —                          | Прочие                                                                                                | 6896                             | 6042                             | 6927                             |
| Названия на карте Генштаба | |                                  |                                  |                                  |

## Экономическая деятельность
По статистическим данным 2000 года, работоспособное население занято по секторам экономики в следующих пропорциях:
- сельское хозяйство и скотоводство — 79,5 % ;
- промышленность и строительство — 4,1 %;
- торговля, сферы услуг и туризма — 13,6 %;
- безработные — 2,8 %.

## Инфраструктура
По статистическим данным 2020 года, инфраструктура развита следующим образом:
- электрификация: 96,9 %;
- водоснабжение: 21,9 %;
- водоотведение: 58,9 %.

## Туризм
Муниципалитет расположен на территории биосферного заповедника Монтес-Асулес, привлекающего туристов неповторимой флорой и фауной.